# Hibiscus furcellatus
Hibiscus furcellatus är en malvaväxtart som beskrevs av Jean-Baptiste de Lamarck. Hibiscus furcellatus ingår i Hibiskussläktet som ingår i familjen malvaväxter. Utöver nominatformen finns också underarten H. f. youngianus.

## Bildgalleri

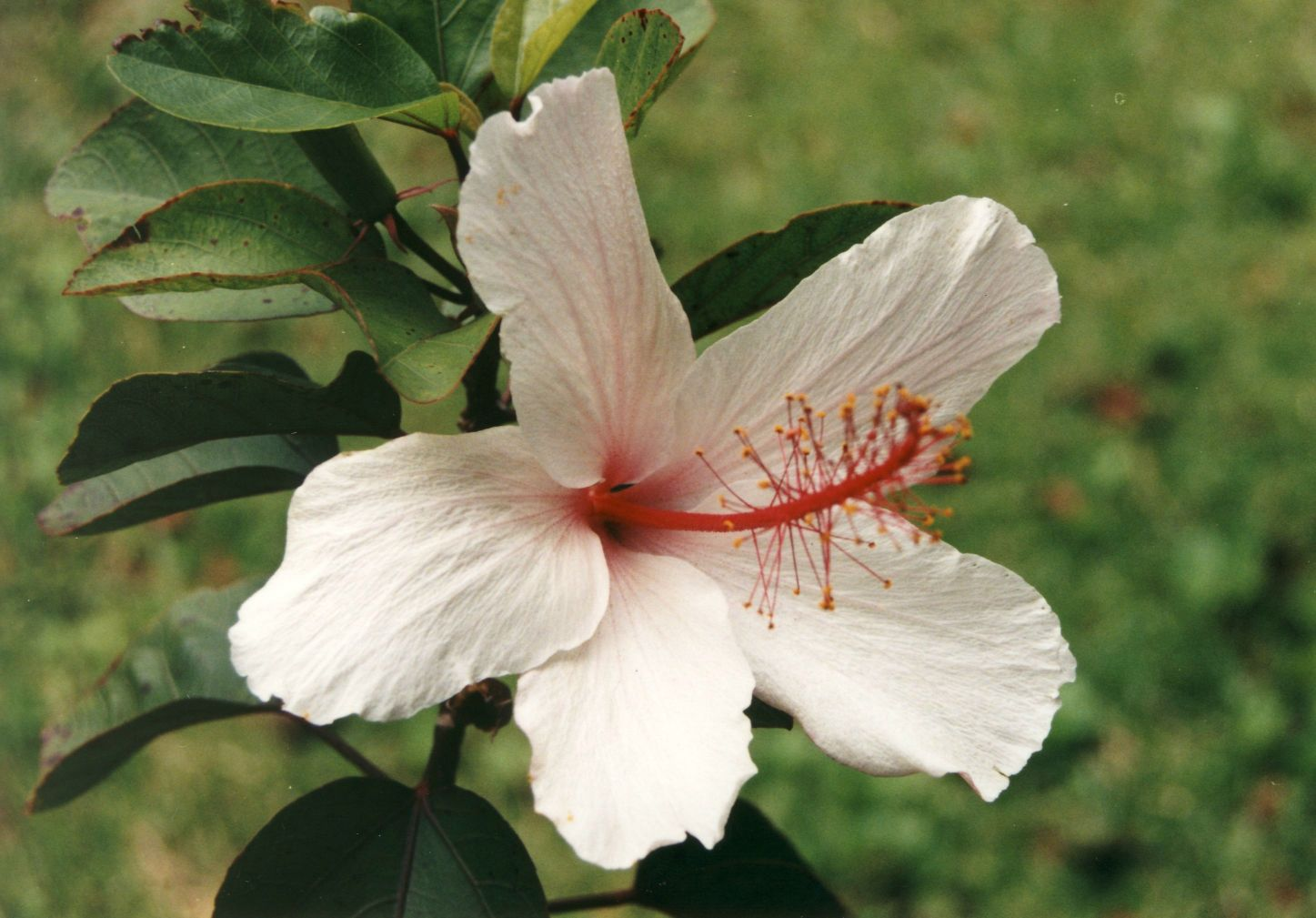
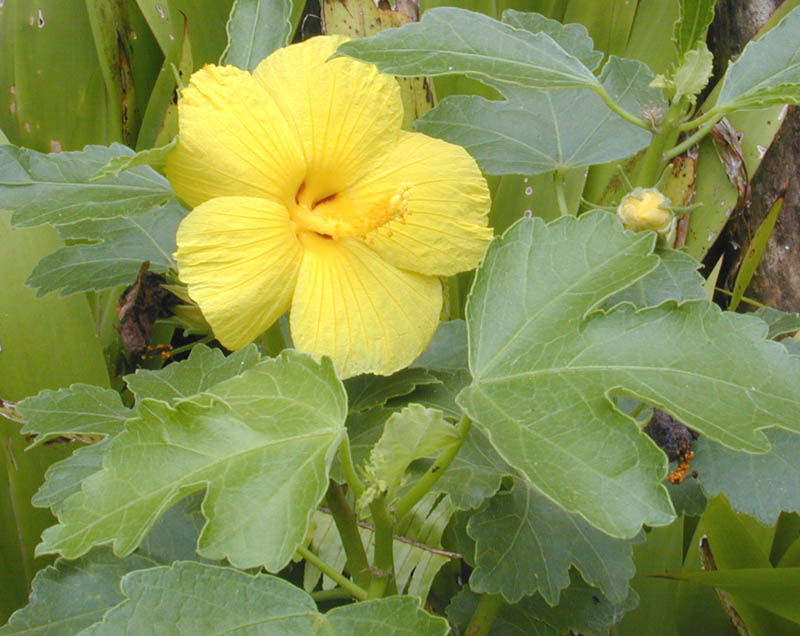
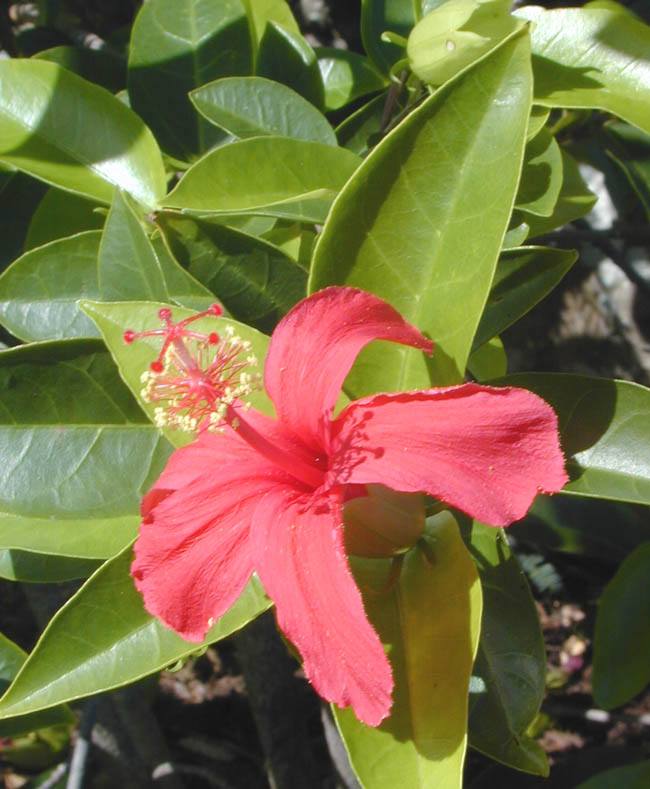
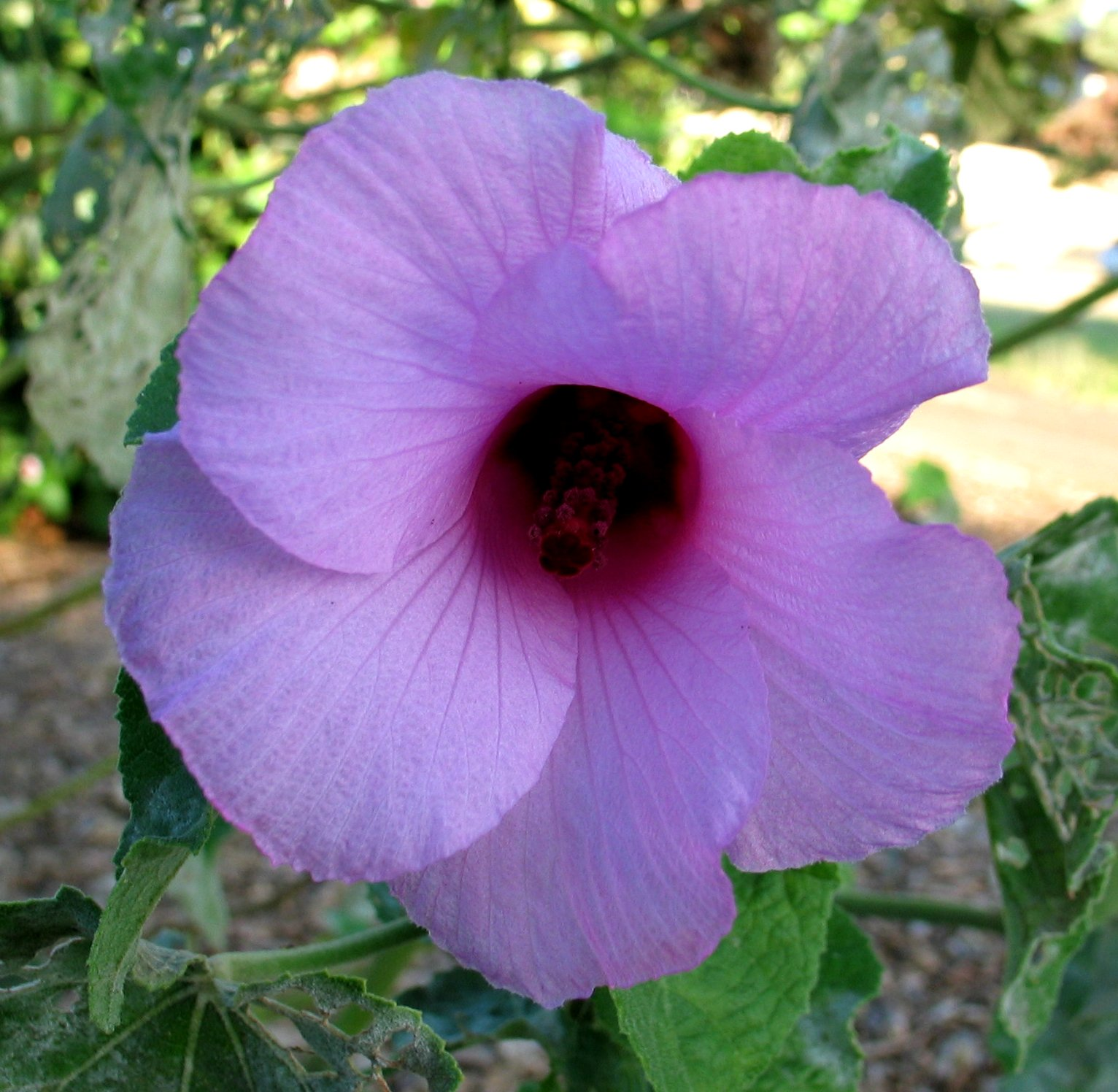
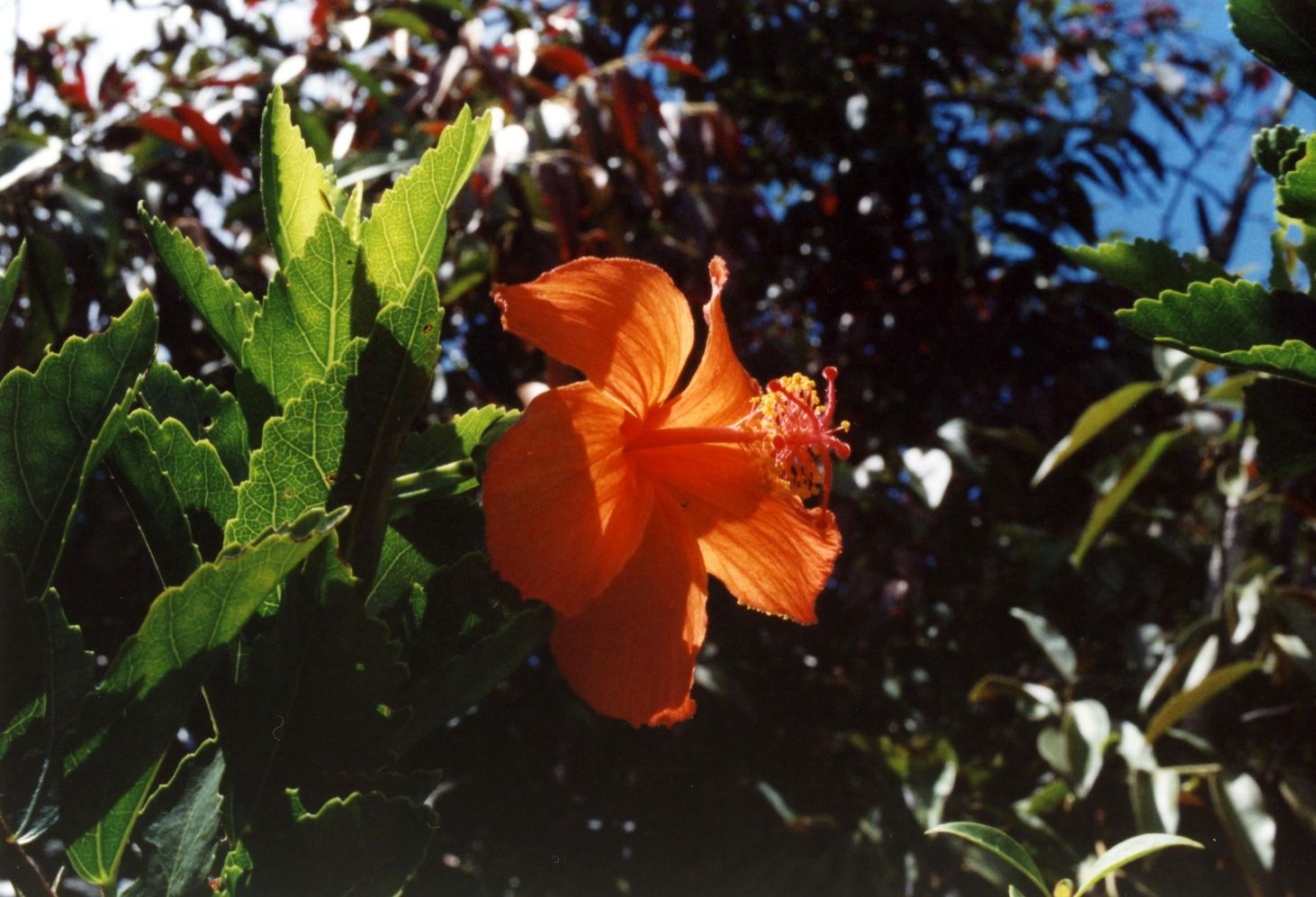
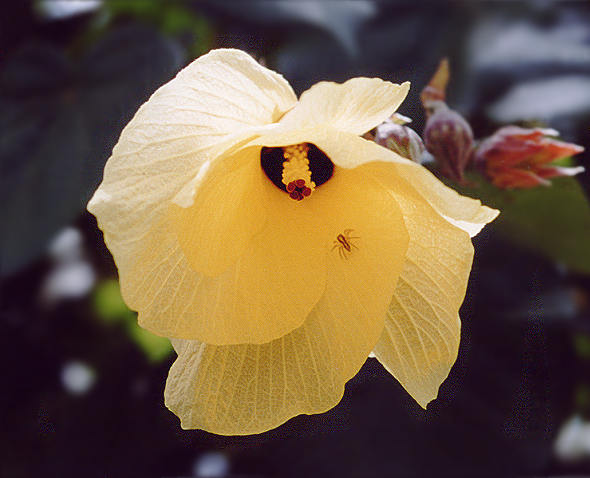